# Lasy Smardzewickie
Lasy Smardzewickie este o arie protejată (sit de importanță comunitară — SCI) din Polonia întinsă pe o suprafață de 286,52 ha, integral pe uscat.

## Localizare
Centrul sitului Lasy Smardzewickie este situat la coordonatele 51°29′21″N 20°05′42″E / 51.4891°N 20.095°E.

## Înființare
Situl Lasy Smardzewickie a fost declarat sit de importanță comunitară în octombrie 2009 pentru a proteja 1 specie de animale.

## Biodiversitate
Situată în ecoregiunea continentală, aria protejată conține 3 habitate naturale: Păduri de stejar și carpen Galio-Carpinetum, Păduri mixte riverane de Quercus robur, Ulmus laevis și Ulmus minor, Fraxinus excelsior sau Fraxinus angustifolia, de-a lungul marilor râuri (Ulmenion minoris), Păduri de brad Holy Cross (Abietetum polonicum).
La baza desemnării sitului se află o specie protejată de  nevertebrate: Osmoderma eremita.